# Abyarachryson signaticolle
Abyarachryson signaticolle là một loài bọ cánh cứng trong họ Cerambycidae.